# Kyösti Laasonen
Kyösti Laasonen   (Kitee, 27 de setembre de 1945) és un arquer finlandès, ja retirat, guanyador d'una medalla olímpica. És germà del també arquer Kauko Laasonen.
Durant la seva carrera esportiva va prendre part en quatre edicions dels Jocs Olímpics d'Estiu, el 1972, 1976, 1980 i 1984. El 1972, a Múnic, va guanyar la medalla de bronze en la competició individual del programa de tir amb arc. També destaca la setena posició aconseguida el 1980, a Moscou, en la mateixa prova.
En el seu palmarès també destaquen sis medalles en el Campionat del Món, una d'or, quatre de plata i una de bronze, entre el 1971 i 1981. En el Campionat d'Europa guanyà deu medalles, tres d'or, quatre de plata i tres de bronze, entre el 1968 i el 1986.